# Diego Ramírez Deschamps
Diego Ramírez Deschamps (4 de octubre de 1981, Ciudad de México) es un exfutbolista mexicano. Jugó como defensa central. Fue el director técnico de la selección sub-20. Actualmente es Directivo Deportivo en el Club América de la Liga MX. 

## Trayectoria
Se inició en las fuerzas básicas del Club Atlante donde haría su debut en el Verano 2000 el Sábado 5 de febrero de 2000 Puebla 4-0 Atlante sería su único partido que jugaría en ese torneo y fue mandado a  la Primera División 'A' con el Acapulco FC, donde disputó los torneos de Invierno 2000 y Verano 2001, sus actuaciones en el club le hicieron regresar al Atlante donde se ha ganó un lugar bajo la dirección de Miguel Herrera.
Luego de que Herrera dejase el club se fue al CF Monterrey para el Apertura 2006, siendo pedido por el técnico que ya lo había dirigido con los potros.
Logró disputar 13 juegos con los rayados y poco  a poco jugó menos por una lesión en el tobillo lo hizo perderse el Clausura 2008, y tras seguir en recuperación retornó al Atlante donde sin poder retomar ritmo siguió registrado por dos torneos sin jugar ninguno  y tras no recuperarse se tuvo que retirar de las canchas a los 28 años de edad.

Luego de retirarse se unió al cuerpo técnico de Miguel Herrera en todos los equipos donde dirigió hasta que llegó a la selección nacional.

### Clubes
| Club                | País                | Año         | Partidos | Goles | Media |
| ------------------- | ------------------- | ----------- | -------- | ----- | ----- |
| Atlante F. C.       | México              | 2000        | 1        | 0     | 0     |
| Acapulco F. C.      | México              | 2000 - 2001 | 2        | 0     | 0     |
| Atlante F. C.       | México              | 2001 - 2006 | 95       | 3     | 0.03  |
| C. F. Monterrey     | México              | 2006 - 2008 | 13       | 0     | 0     |
| Atlante F. C.       | México              | 2008 - 2009 | 0        | 0     | 0     |
| Total en su carrera | Total en su carrera | 2000 - 2009 | 111      | 3     | 0.03  |